# ボイランド・シムズ酸化
ボイランド・シムズ酸化（—さんか、Boyland-Sims oxidation）は、有機化学における合成反応のひとつで、アニリン類に過硫酸カリウム (K2S2O8) を作用させてベンゼン環上にヒドロキシ基を導入する酸化反応である。
オルト酸化体が優先的に生成する。基質の種類によっては少量のパラ体も副生する。

同様の条件でフェノール類をヒドロキシ化する反応も知られ、エルブス過硫酸酸化 (Elbs persulfate oxidation) と呼ばれる。その反応ではフェノールのパラ位が優先的に酸化される。

## 反応機構
ボイランド・シムズ酸化の最初の中間体がヒドロキシアンモニウムの O-硫酸エステル (2) であることが、Behrman により報告された。この双性イオンを経て硫酸イオンが転位するため、オルト位の酸化が優位となる。中間体として生じる硫酸エステル (3a, 3b) が加水分解を受けると生成物であるオルトアミノフェノールとなる。